# Renata Senktas
Renata Senktas (ur. 1979) – polska poetka i tłumaczka.  
Absolwentka filologii angielskiej Uniwersytetu Warszawskiego. Dwukrotnie nominowana do Wrocławskiej Nagrody Poetyckiej „Silesius”: w 2011 w kategorii debiut roku za tom Bardzo oraz w 2017 w kategorii książka roku za tom Clarity. Wiersze publikowała m.in. w Czasie Kultury i Kwartalniku Artystycznym a przekłady m.in. w Literaturze na Świecie. Mieszka w Warszawie.

## Poezja
- Bardzo (Wydawnictwo Austeria, Kraków 2010)
- Clarity (Dom Literatury w Łodzi, Łódź 2016)

antologie:
- Solistki. Antologia poezji kobiet [1989-2009] (Staromiejski Dom Kultury, Warszawa 2009) - redakcja: Maria Cyranowicz, Joanna Mueller i Justyna Radczyńska
- Poetki na czasy zarazy (Wojewódzka Biblioteka Publiczna i Centrum Animacji Kultury w Poznaniu, Poznań 2021) - redakcja: Jolanta Prochowicz i Bartosz Wójcik

## Wybrane przekłady
- Ashur Etwebi Znikające łodzie (Instytut Mikołowski, Mikołów 2016, współpraca przy przekładzie: Hanna Jankowska)
- Louis MacNeice O sześciopensówce, która odturlała się od reszty (dla dzieci) (Convivo Anna Matysiak, Warszawa 2020) Ilustracje: Magdalena Boffito.
- Konstanty Ildefons Gałczyński A Trip to Świder, Przekrój, we współpracy z Christopher Reid[3].
- Piotr Nowak (filozof) After Jews, (Anthem Press, London-New York 2022)